# Журавка (Минская область)
Журавка (бел. Жураўка) — посёлок в Бучатинском сельсовете Копыльского района Минской области Белоруссии. По состоянию на 1 января 2018 г. в деревне было 3 дома, в которых жили три человека, все пенсионеры.

## Транспортная сеть
Расположен за 34 км на юг от Копыля, 154 км от Минска, 27 км от жд ст. Тимковичи на линии Осиповичи-Барановичи. Транспортные связи на шоссе Узда-Копыль-Тимковичи-Гулевичи и далее по автодороге Жилихово-Новосёлки-Бучатино, потом по просёлочной дороге, возле р. Волка. 

## История
В XIX в. застенок в Вызнянской волости Слуцкого уезда. В 1897 г. застенок тех же волости и уезда, 10 дворов, 51 житель. В 1908 г. 8 дворов, 71 житель. В 1917 г. 10 дворов, 67 жителей. В 1924 г. было 12 дворов, 73 жителей. С 20 августа 1924 г. в Бучатинском сельсовете Краснослободского района Слуцкого округа. С 20 февраля 1944 г. в Бобруйской, с 8 января 1954 г. в Минской областях. С 8 августа 1959 г. в Копыльском районе. У 1960 г. деревня в Смоличском сельсовете, 54 жителя. В 1997 г. 7 хозяйств, 16 жителей, в колхозе «Искра Ленина». В 2007 г. 5 хозяйств, 7 жителей, в составе СВК «Малиново».